# 소다로영기
소다로영기(所多老營基)는 경원도호부의 동림성(東林城) 북쪽 5리쯤, 두만강 이남 30리에 있는 옛 지명이다. 1409년(태종 9년)에 목책(木柵)을 설치하고 경원도호부(慶源都護府)를 이곳으로 옮겼다.

## 같이 보기
- 동북 9성
- 6진
- 경원도호부
- 공험진
- 선춘령